# Pterocerina clarifascia
Pterocerina clarifascia är en tvåvingeart som beskrevs av Friedrich Georg Hendel 1909. Pterocerina clarifascia ingår i släktet Pterocerina och familjen fläckflugor. Inga underarter finns listade i Catalogue of Life.